# Sudden Valley
Sudden Valley és una concentració de població designada pel cens dels Estats Units a l'estat de Washington. Segons el cens del 2000 tenia 4.165 habitants.

## Demografia
Segons el cens del 2000, Sudden Valley tenia 4.165 habitants, 1.675 habitatges, i 1.185 famílies. La densitat de població era de 258,1 habitants per km².
Dels 1.675 habitatges en un 31,4% hi vivien nens de menys de 18 anys, en un 61,5% hi vivien parelles casades, en un 6,1% dones solteres, i en un 29,2% no eren unitats familiars. En el 20,7% dels habitatges hi vivien persones soles el 4,9% de les quals corresponia a persones de 65 anys o més que vivien soles. El nombre mitjà de persones vivint en cada habitatge era de 2,49 i el nombre mitjà de persones que vivien en cada família era de 2,87.
Per edats la població es repartia de la següent manera: un 23,5% tenia menys de 18 anys, un 8,2% entre 18 i 24, un 30,5% entre 25 i 44, un 28,3% de 45 a 60 i un 9,6% 65 anys o més.
L'edat mediana era de 38 anys. Per cada 100 dones de 18 o més anys hi havia 102,2 homes.
La renda mediana per habitatge era de 51.843 $ i la renda mediana per família de 60.250 $. Els homes tenien una renda mediana de 45.568 $ mentre que les dones 33.565 $. La renda per capita de la població era de 24.563 $. Aproximadament el 4,3% de les famílies i el 6,4% de la població estaven per davall del llindar de pobresa.

## Poblacions més properes
El següent diagrama mostra les poblacions més properes.